# Indigofera howellii
Espèce
Synonymes
- Indigofera deqinensis Sanjappa
- Indigofera emarginata Y.Y.Fang & C.Z.Zheng

Indigofera howellii est une espèce de plante à fleurs de la famille des Fabacées, originaire du centre-sud de la Chine, du Tibet et du Myanmar. Son cultivar « Reginald Cory » a remporté le prix du mérite du jardin de la Royal Horticultural Society. L'espèce est nommée en l'honneur d'Edward Butts Howell.